# Regiment de Mataró
El Regiment de Mataró fou una unitat militar austriacista durant la guerra de successió espanyola.
El 17 de maig de 1705 Els Vigatans s'aplegaren a l'ermita de Sant Sebastià
i signaren el Pacte dels Vigatans amb el Regne d'Anglaterra, que facilitarien ajuda militar enfront Felip V de Castella, recolzant Carles III i les lleis catalanes. A canvi, els catalans austriacistes es conjuraven a facilitar el desembarcament de tropes de la Gran Aliança a la costa catalana i a armar diverses companyies de miquelets comandades per Josep Moragues i Mas, que actuaren obertament controlant les comunicacions des de l'interior fins a Barcelona derrotant les tropes borbòniques al combat del Congost.
El juliol es va llançar una columna que va iniciar la marxa sobre Barcelona mentre l'armada anglesa desembarcava novament davant les seves platges disposades a iniciar el setge de la ciutat. Mataró es declarà per Carles i llevà un regiment comandat per Salvador Mataró per ajudar els aliats en el setge.